# تور ماهیگیری

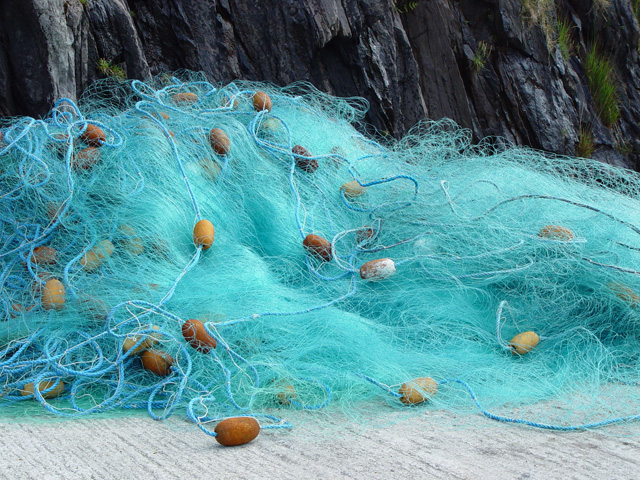
تور ماهیگیری نایلونی با خط شناور متصل به شناورهای پلاستیکی کوچک

تور ماهیگیری ابزار به کار رفته برای ماهیگیری است. تورها ابزارهایی هستند که از الیاف بافته‌شده در یک ساختار شبکه‌مانند ساخته شده‌اند. به برخی از تورهای ماهی‌گیری گرگور نیز گفته می‌شود. تورهای ماهی‌گیری معمولاً مش‌هایی هستند که با گره زدن یک نخ نسبتاً نازک ایجاد می‌شوند. تورهای نخستین از چمن‌ها، کتان و سایر مواد گیاهی الیافی بافته می‌شد. سپس از پنبه استفاده شد. تورهای مدرن معمولاً از پلی آمیدهای مصنوعی مانند نایلون ساخته می‌شوند، اگرچه شبکه های پلی‌آمیدهای آلی مانند پشم یا ابریشم تا همین اواخر معمول بودند و هنوز هم مورد استفاده قرار می‌گیرند.